# Me‘arat ‘Alma
Me‘arat ‘Alma (hebreiska: מערת עלמה, Me’arat Alma) är en grotta i Israel.   Den ligger i distriktet Norra distriktet, i den norra delen av landet. Me‘arat ‘Alma ligger 623 meter över havet.
Terrängen runt Me‘arat ‘Alma är kuperad, och sluttar österut.Runt Me‘arat ‘Alma är det tätbefolkat, med 659 invånare per kvadratkilometer. Närmaste större samhälle är Safed, 8,2 km söder om Me‘arat ‘Alma. Trakten runt Me‘arat ‘Alma består till största delen av jordbruksmark.